# Leo Joseph
Leo George Joseph (* 22. Oktober 1958 in Adelaide, South Australia) ist ein australischer Ornithologe. Seine Forschungsschwerpunkte befassen sich mit der Vogelevolution sowie mit den Papageien Südamerikas, Australiens und Neuguineas.

## Leben
Ab 1977 absolvierte Joseph ein Zoologiestudium an der University of Adelaide, wo er 1979 zum Bachelor of Science und 1981 zum Bachelor of Science mit Auszeichnung graduierte. Von 1978 bis 1979, von 1983 bis 1984 sowie von 1987 bis 1988 führte er Feldstudien an verschiedenen gefährdeten Vogelarten in Australien durch. Von 1985 bis 1987 forschte er in Südamerika. 1989 schrieb er sich in die University of Queensland in Brisbane ein, wo er 1994 mit der Dissertation A molecular approach to species diversity and evolution in eastern Australian rainforest birds unter der Leitung von Craig Moritz zum Ph.D. promoviert wurde. Dafür untersuchte er die Artenvielfalt und Evolution bei ostaustralischen Regenwaldvögeln auf molekularer Ebene.
Von 1994 bis 1997 war er Gastprofessor für Ornithologie und Evolution am Laboratorio de Evolución an der naturwissenschaftlichen Fakultät der Universidad de la República in Montevideo, Uruguay, wo er mit Enrique P. Lessa zusammenarbeitete. Dort wurde sein Interesse an der Evolution des Vogelzugs und an der Integration von ökologischer Vielfalt und Evolution geprägt. 1997 wurde er Vorsitzender und Assistenzkurator an der Abteilung für Ornithologie der damaligen Academy of Natural Sciences of Philadelphia und blieb dort bis zu seiner Rückkehr nach Australien im Jahr 2005. Seit November 2005 ist er Direktor der Australian National Wildlife Collection an der Commonwealth Scientific and Industrial Research Organisation.
Josephs Forschungsinhalte umfassen die Evolutionsbiologie der Vögel, insbesondere die Systematik, die Ökologie und die Avifauna Australiens, Neuguineas und der neotropischen Region, die Phylogenie und den Vogelschutz. Er veröffentlichte Studien zu Loris, Pennantsittichen, Rotschwanzsittichen, Gerygonen, Honigfressern und Eigentlichen Goldkuckucken.
Im Jahr 2000 veröffentlichte Joseph in den Proceedings of the Academy of Natural Sciences of Philadelphia die Studie Beginning an end to 63 years of uncertainty: The Neotropical parakeets known as Pyrrhura picta and P. leucotis comprise more than two species, in der er darlegte, dass der Artenkomplex des Rotzügelsittichs (Pyrrhura picta) und des Weißohrsittichs (Pyrrhura leucotis), nicht, wie 1937 von James Lee Peters in der Check-list of birds of the world klassifiziert, aus zwei Arten besteht, sondern aus zwölf, wobei er mehrere zuvor als Unterarten betrachtete Taxa, darunter den Jaraquiel-Sittich (Pyrrhura subandina), als eigenständige Arten anerkannte.
Im Jahr 2002 beschrieb Joseph den Rio-Madeira-Sittich (Pyrrhura snethlageae) sowie den Wellenbrustsittich (Pyrrhura peruviana) und 2016 in Zusammenarbeit mit Joseph Michael Forshaw die Unterart Barnardius zonarius parkeri des Ringsittichs.
2004 war Joseph am Kapitel über die Familie der Tyrannen (Tyrannidae) im neunten Band das Handbook of the Birds of the World beteiligt. 2011 veröffentlichte er gemeinsam mit Penny Olsen das Buch Stray Feathers: Reflections on the Structure, Behaviour and Evolution of Birds.
Josephs Bibliographie umfasst über 200 Veröffentlichungen, darunter Bücher, Buchkapitel und Fachartikel. Von 1980 bis 1988 war er Herausgeber der Zeitschrift South Australian Ornithologist und von 1983 bis 1988 gab der die Reihe RAOU Monographs heraus. Darüber hinaus ist er Mitglied in den Redaktionsausschüssen mehrerer Zeitschriften, darunter dem Fachjournal Emu, das er viele Jahre unterstützt und mitgestaltet hat.

## Auszeichnungen
2009 erhielt das in Zusammenarbeit mit Libby Robin und Robert Heinsohn veröffentlichte Buch Boom and Bust: Bird Stories for a Dry Country den Whitley Award der Royal Zoological Society of New South Wales. 2018 wurde Joseph mit der D. L. Serventy Medal von Birdlife Australia ausgezeichnet.